# بليك ديفيس
بليك ديفيس (بالإنجليزية: Blake Davis)‏ هو لاعب كرة قاعدة أمريكي، ولد في 22 ديسمبر 1983 في شاطئ نيوبورت في الولايات المتحدة.

## وصلات خارجية
- بليك ديفيس على موقع دوري كرة القاعدة الرئيسي (الإنجليزية)
- بليك ديفيس على موقعبيزبول رفرنس.كوم (الدوري الرئيسي) (الإنجليزية)
- بليك ديفيس على موقعبيزبول رفرنس.كوم (الدوري الثانوي) (الإنجليزية)
- بليك ديفيس على موقع إي إس بي إن.كوم (أم.أل.بي) (الإنجليزية)
- بليك ديفيس على موقع مشجعي الرسوم البيانية (الإنجليزية)